# یواس‌اس اینفلکت (ای‌ام-۲۵۱)
یواس‌اس اینفلکت (ای‌ام-۲۵۱) (به انگلیسی: USS Inflict (AM-251)) یک کشتی بود که طول آن ۱۸۴ فوت ۶ اینچ (۵۶٫۲۴ متر) بود. این کشتی در سال ۱۹۴۴ ساخته شد.